# Ogród i Muzeum Karola Linneusza w Uppsali
Ogród i Muzeum Karola Linneusza w Uppsali – zespół ogrodu (szw. Linnéträdgården) oraz muzeum (szw. Linnémuseet) Karola Linneusza zlokalizowanych w centrum Uppsali (Szwecja), przy Svartbäcksgatan.

## Ogród Linneusza

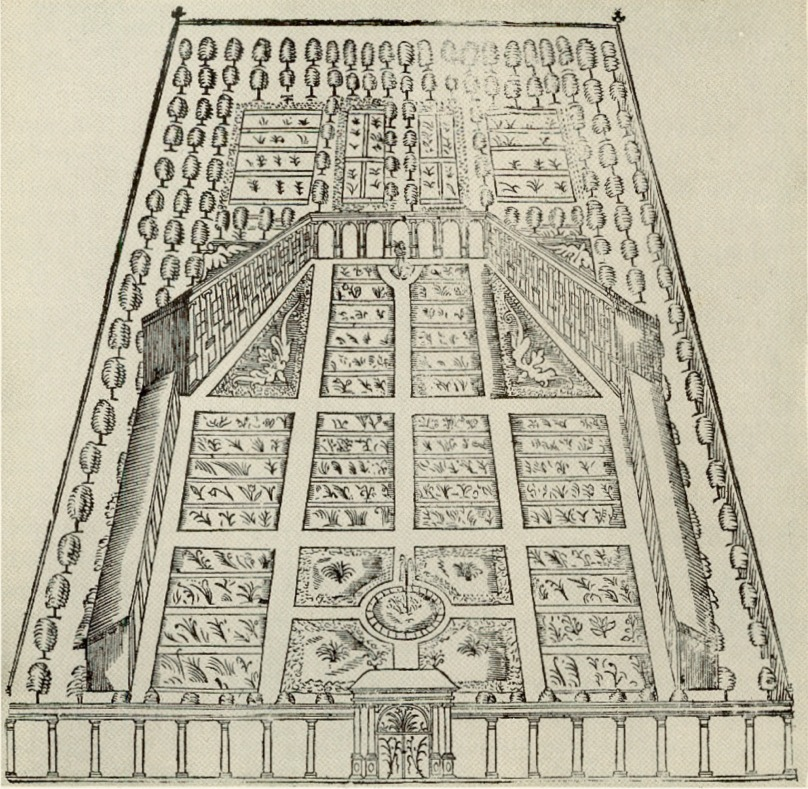
Ogród w 1675

Jest to najstarszy ogród botaniczny w Szwecji. Został założony w 1655 przez profesora medycyny, Olofa Rudbecka (starszego). Ogród służył do nauczania studentów botaniki i farmacji i znajdował się w centrum miasta, niedaleko rzeki Fyrisån. Pod koniec XVII wieku uprawiano w nim ponad 1800 gatunków roślin, wiele z nich jako pierwsze w Szwecji. Teren został zniszczony przez pożar w 1702 i z uwagi na stan finansów uniwersyteckich nie został odbudowany przez czterdzieści lat. W 1741 Karol Linneusz został profesorem medycyny na Uniwersytecie w Uppsali i był odpowiedzialny m.in. za pozostający w ruinie ogród. Pod jego nadzorem doszło do renowacji (plany pochodziły z 1745) i ogród stał się jednym z wiodących w Szwecji, także dzięki wymianie międzynarodowej. Rośliny uprawiano w kwaterach łącząc gatunki o zbliżonych wymaganiach ekologicznych i ze względu na przynależność do tych samych klas systemu klasyfikacyjnego.
Lokalizacja w pobliżu rzeki Fyrisån nie była idealna z punktu widzenia upraw (teren był bagnisty), a ponadto ogród nie mógł się tu rozwijać przestrzennie. W 1787 Carl Peter Thunberg (uczeń i następca Linneusza), namówił króla Gustawa III do podarowania uniwersytetowi ogrodu zamkowego w Uppsali z przeznaczeniem na nowy ogród botaniczny. Ogród zamkowy był ogrodem barokowym zaprojektowanym w 1750 przez architekta Carla Hårlemanna. Król przekazał również środki finansowe, za które wzniesiono budynek oranżerii. Cały materiał roślinny przeniesiono ze starego ogrodu, który następnie znowu popadł w zaniedbanie.
Obecnie, po kilkukrotnym powiększeniu, ogród botaniczny przy zamku ma powierzchnię prawie czternastu hektarów. Uprawia się około 11 tys. gatunków i odmian roślin z całego świata. Posiada oranżerię i szklarnię tropikalną z około 4 tys. gatunków z cieplejszych stref klimatycznych. Stary Ogród Linneusza odrestaurowano według planu z lat 50. XVIII wieku. Mieści się tu również oranżeria. Najstarszymi uprawianymi roślinami jest wawrzyn Linneusza (cztery drzewa liczące po 250 lat). W placówce organizowane są wycieczki z przewodnikiem, wystawy i wydarzenia otwarte.

## Muzeum Linneusza

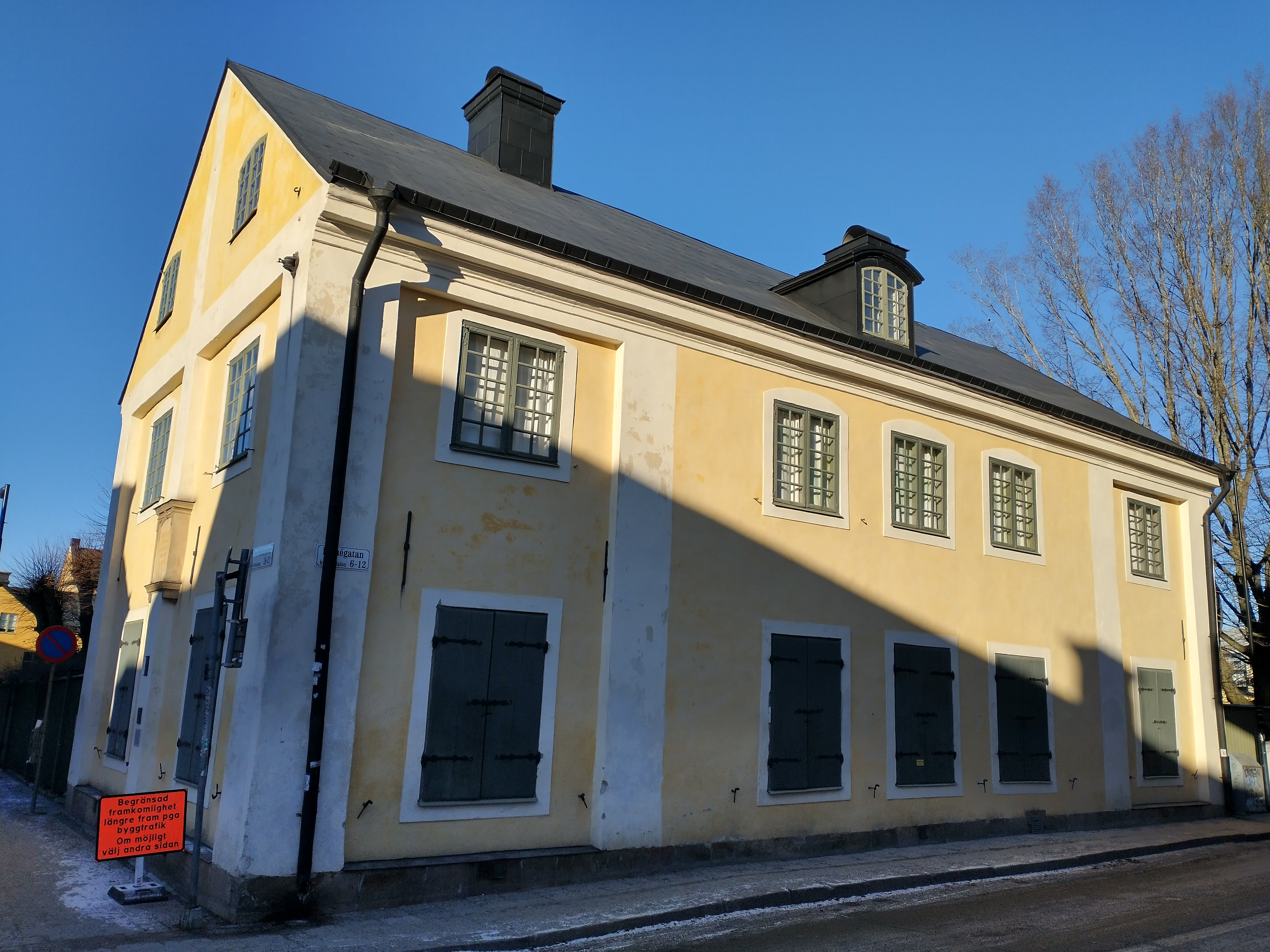
Muzeum Linneusza

Dom, w którym funkcjonuje muzeum został zbudowany w 1693 przez reformatora uniwersytetu, profesora medycyny oraz przyrodnika, Olofa Rudbecka. Stanowił rezydencję prefekta. Został dostosowany do potrzeb Linneusza i jego rodziny po tym, jak uznano go za zbyt mało komfortowy. Do 1934 służył jako mieszkanie urzędników uczelni. Ostatnią osobą, która tu mieszkała, był dyrektor muzyczny uniwersytetu, kompozytor, Hugo Alfvén.
W placówce zgromadzono przedmioty związane z życiem i osiągnięciami naukowymi Karola Linneusza. Prezentowane są rodzinne meble, artykuły gospodarstwa domowego, tekstylia i dzieła sztuki. Szczególnie interesującymi przedmiotami są: apteczka Linneusza, jego sekretarka, szafka na owady oraz szafa zielnikowa. Wisi tu m.in. obraz Martina Hoffmana z 1737 przedstawiający naukowca. Wśród srebrnych eksponatów znajduje się misa, którą Linneusz napełniał w późnym wieku żurawiną, aby leczyć problemy związane z dną moczanową. Udostępniono również rodzinny serwis herbaciany zdobiony motywem zimoziołu północnego (Linnaea borealis) oraz kieliszki do brandy i wina. Muzeum posiada też bogatą kolekcję tekstyliów używanych przez członków rodziny (m.in. haftowaną kamizelkę Linneusza i francuską jedwabną suknię ślubną jego córki). Z działalności naukowej Linneusza zachowano przedmioty z podróży, czasów profesorskich i działalności naukowej.